# Фань Вэньлань
Фань Вэньла́нь (кит. трад. 范文澜, пиньинь Fàn Wénlán, 15 ноября 1893 — 29 июля 1969) — китайский историк, филолог.

## Биография
Получил традиционное образование в частной школе, потом обучался в государственной средней школе.
В 1917 году окончил филологический факультет Пекинского университета. Преподавал в средних учебных заведениях Шэньяна и Тяньцзиня, а также в Нанькайском университете.
В 20-е годы публиковал работы по классической китайской литературе. Его комментарии к литературному трактату Лю Се (465—520/21) «Вэнь синь дяо лун» («Резной дракон литературной мысли»), изданные первоначально в 1925 в виде лекций, а затем переработанные в 1958, входят в набор обязательной литературы при изучении современной литературоведения.
В 1926 вступил в КПК, однако после распада партячейки формально в партии не состоял. Повторно принят в КПК в 1939. В 1926 из-за угрозы ареста за прокоммунистических высказывания перебирается в Пекин, где преподает в Пекинском университете и других учебных заведениях. Неоднократно подвергался аресту по подозрению в сотрудничестве с КПК.
С 1936 был на преподавательской работе в Хэнаньском университете (Кайфэн).
С началом антияпонской войны в 1937 активно занимается пропагандистской работой по сопротивлению японской агрессии.
В 1940 прибыл в Яньань, где стал заведующим кафедрой истории Института марксизма-ленинизма, затем был преподавателем и пропагандистом в освобожденных районах.
С основанием Института новой истории АН Китая в 1950 стал его директором.
Кандидат в члены ЦК КПК 8-го созыва (1956) и член ЦК КПК 9-го созыва (1969).

## Труды
Исторические труды Фань Вэньланя заложили основы официальной концепции истории Китая, принятой в КНР.
В 1940 он приступил к созданию учебника по истории Китая для системы партийной учебы. В 1941 вышел т. 1 «Чжунго тунши цзяньбянь» («Общая история Китая в краткой редакции», «Краткая история Китая»), а в 1942 — т. 2. Позднее, в 1946，был подготовлен т. 3. Он вышел как первый том отдельного издания, озаглавленного «Чжунго цзиньдай ши» («Новая история Китая»). Все вместе эти работы обнимали период кит. истории с древности до восстания ихэтуаней в 1900. В 1950—1960-х Фань Вэнлань продолжал работать над исправленной редакцией «Краткой истории Китая». При его жизни вышли ч. 1-2 и два тома ч. 3 (соответственно в 1953, 1957 и 1965), остальные два тома ч. 3，а также ч. 4 (до начала «опиумных» войн) были изданы посмертно.
Новыми для китайской историографии стали систематическое применение в книге марксистской методологии и последовательное стремление её адаптации к особенностям ист. процесса в Китае. Марксизм представлен в работе не только как научная методология, но и как авторское убеждение и классовая позиция. Фань Вэньлань ставил задачу написать историю, которая «нужна китайскому народу» и которая была бы «историей самого народа». Повествование следовало привычному для китайского читателя порядку смены династий, но методологически в книге представлена марксистская периодизация с выделением в истории Китая первобытного, рабовладельческого и феодального периодов. Эпоха феодализма делится на начальный, средний и поздний этапы. Автор анализировал закономерности развития кит. истории и объяснял раннее образование единого государства, высокую степень экономического и культурного развития древнего и ср.-век. Китая стабильностью и богатым творческим потенциалом китайской нации. Он подчеркивал, что китайцы — это уникальная нация, сформировавшаяся в особых социальных условиях. Творцом истории в «Краткой истории» выступает трудовой народ. Теория классовой борьбы используется в качестве метода анализа ист. развития кит. об-ва. Ход истории описан как объективный процесс разложения правящего феодального класса, ужесточения эксплуатации крестьян и, как результат, взрыва народного гнева в виде крестьянских восстаний. Тем самым протест эксплуатируемых представлен как движущая сила истории.
Фан Вэньлань отстаивал идею, что период рабовладельческий строй в Китае завершился уже в эпоху Инь. Однако данная позиция не была поддержана другими китайскими историками, такими как Хуан Цзы-тун и Ся Чжэнь-тао. Не была поддержана данная позиция и в советской историографии, согласно которой период рабовладельческого строя в Китае завершился в II—III веках новой эры.
В «Новой истории Китая» Фань Вэньлань предложил марксистскую периодизацию позднего феодализма в Китае. Были выделены 4 больших периода, соотносившиеся с крупными ист. событиями: 1) 1840—1864 («опиумные» войны, движение тайпинов); 2) 1864—1895 (франко-китайской, японо-китайской войны); 3) 1895—1905 (реформы 1898，восстание ихэтуаней); 4) 1905—1919 (Синьхайская революция, «движение 4 мая»). Главным содержанием эпохи автор считал постепенное превращение Китая в полуфеодальное и полуколониальное об-во. Общественный кризис проявлялся в усилении разрыва между интересами народных масс и правящего класса. Высоко было оценено Фань Вэньланем историческое значение народных антимонархических и антифеодальных движений. Автор постарался объективно представить состояние правящего феодального класса и дать оценку отдельным историческим личностям. Он также выдвинул ряд конкретных идей относительно исторического места и характера движения за усвоение иностр. опыта, восстания ихэтуаней, а также присущих крестьянским движениям идеологич. незрелости и полит, слабости. Все они в дальнейшем получили поддержку и развитие в работах историков КНР. Подходы, оценки, характеристики, периодизация и мн. др. положения указанных работ Фань Вэнь-ланя стали во многом эталонными для последующей историографии КНР. Популярности его работ способствовали также широта охвата событий и явлений истории Китая, подробность и ясность изложения.